# Flugunfall bei Fernando de Noronha 1990
Der Flugunfall bei Fernando de Noronha 1990 ereignete sich am 20. September 1990. An diesem Tag stürzte eine Embraer EMB-110P1 Bandeirante der Regierung des brasilianischen Bundesstaats Pernambuco kurz nach dem Start vom Flughafen Fernando de Noronha in den Atlantischen Ozean. Bei dem Unfall kamen alle 12 Insassen an Bord der Maschine ums Leben. 

## Maschine
Das betroffene Flugzeug war eine 1981 gebaute Embraer EMB-110P1 Bandeirante mit der Werknummer 110368. Die Maschine wurde zunächst mit dem Luftfahrzeugkennzeichen PT-SEL auf den Hersteller zugelassen, ehe sie im Februar 1982 an die Regionalregierung von Pernambuco übergeben wurde, wo sie ihr letztes Kennzeichen PT-FAW erhielt. Das zweimotorige Regionalverkehrsflugzeug war mit 2 Turboproptriebwerken des Typs Pratt & Whitney Canada PT6A-34 ausgestattet.

## Passagiere und Besatzung
An Bord der Maschine befanden sich zehn Beamte der Regierung von Pernambuco, durch die die Inselgruppe Fernando de Noronha verwaltet wird. Die Besatzung der Maschine bestand aus einem Flugkapitän und einem Ersten Offizier.

## Unfallhergang
Ziel des Regierungsflugs war die Hauptstadt des Bundesstaats, Recife. Seit der Landung der Maschine in Fernando de Noronha waren erst 30 Minuten vergangen, als die Triebwerke für den Weiterflug gestartet wurden. Der Erste Offizier arbeitete alleine die Checklisten ab, während der Kapitän noch zum Cockpit lief. Die Maschine wurde sofort zum Start gerollt. 
Der Start der Maschine erfolgte um 19:40 Uhr Ortszeit von der Startbahn 12 des Flughafens Fernando de Noronha. Die Maschine stieg nach dem Start steil in die Luft und neigte sich nach rechts. Kurz darauf beobachteten Augenzeugen, wie die Maschine im Sturzflug ins Meer stürzte.

## Ursache
Bei der Unfalluntersuchung wurde angenommen, dass die Besatzung aufgrund der Hektik vor dem Start die Checklisten nicht sauber abgearbeitet hatte, wodurch die Maschine mit einer falschen Startkonfiguration in die Luft stieg. Die Ermittler stellten zudem fest, dass beide Piloten über sehr wenig Flugerfahrung mit der Embraer EMB-110 verfügten. Zudem hatten sie vor dem Unfall länger nicht mehr in einer Maschine dieses Typs gesessen. Der Flugkapitän hatte zuletzt 141 Tage vor dem Unfall eine EMB-110 geflogen, der Erste Offizier 133 Tage vor dem Unfall.